# Gunnar Hultman
Per Gunnar Hultman, född 9 augusti 1886 i Järvsö församling, Gävleborgs län, död 24 mars 1970, var en svensk jurist. 
Hultman blev juris kandidat vid Uppsala universitet 1911, genomförde tingstjänstgöring 1911–1913, tjänstgjorde i finansdepartementet och Kommerskollegium 1914–1917, var sekreterare i och ledamot av bränslekommissionen 1917–1920, sekreterare i 1902 års lönekommitté 1919–1920, tillförordnad förste kanslisekreterare i handelsdepartementet 1920, föredragande i regeringsrätten 1920, tillförordnat kansliråd i handelsdepartementet 1926 och verkställande direktör i Pappersmasseförbundet 1928–1951.
Hultman var sekreterare i Svenska pappers- och cellulosaingenjörsföreningen 1933–1940, hedersledamot av denna förening, ordförande i Norrlands gille, ledamot av 1937 års säkerhetssakkunniga, av 1938 års arbetarskyddskommittén, av sakkunniga i socialvårdskommittén, av Försäkringsrådet 1938–1953, Stockholms stads prövningsnämnd, ordförande i Skyddstekniska föreningen, i arbetsmarknadsorganisationernas skyddskommitté 1939–1941 och i arbetarskyddsnämnden 1942–1951. Han skrev Statsmakterna och bränsleanskaffningen under krigsåren (SOU 1922:14). Hultman är gravsatt på Lidingö kyrkogård.